# Liste der Monuments historiques in Jouy-sous-Thelle
Die Liste der Monuments historiques in Jouy-sous-Thelle führt die Monuments historiques in der französischen Gemeinde Jouy-sous-Thelle auf.

## Liste der Bauwerke
| Bezeichnung              | Beschreibung                       | Standort                                                   | Kennzeichnung | Schutzstatus | Datum | Bild           |
| ------------------------ | ---------------------------------- | ---------------------------------------------------------- | ------------- | ------------ | ----- | -------------- |
| Kirche St-Pierre-St-Paul |                                    | (Lage)                                                     | PA00114722    | Classé       | 1921  | weitere Bilder |
| Château de Théribus      | Schloss, erbaut im 17. Jahrhundert | auch auf dem Gebiet der Gemeinde Le Mesnil-Théribus (Lage) | PA60000070    | Inscrit      | 2007  | weitere Bilder |

## Liste der Objekte
- Monuments historiques (Objekte) in Jouy-sous-Thelle in der Base Palissy des französischen Kultusministeriums